# サターン助演女優賞
サターン助演女優賞（サターンじょえんじょゆうしょう、Saturn Award for Best Supporting Actress）は、サターン賞の部門の一つ。映画部門は第3回（1975年度）より、テレビ部門は主演部門より3年後の第26回（1999年度）より設置された。

## 各年の結果

### 映画

#### 1970年代
- 1975年度（第3回）：アイダ・ルピノ 『魔鬼雨』
- 1976年度（第4回）：ベティ・デイヴィス 『家』
- 1977年度（第5回）：スーザン・ティレル 『Bad』（原題）
- 1978年度（第6回）：ダイアン・キャノン 『天国から来たチャンピオン』
- 1979年度（第7回）：ヴェロニカ・カートライト 『エイリアン』

#### 1980年代
- 1980年度（第8回）：Eve Brent Ashe 『フェイドTOブラック』
- 1981年度（第9回）：フランシス・スターンハーゲン 『アウトランド』
- 1982年度（第10回）：キャンディ・クラーク 『ブルーサンダー』
- 1983年度（第11回）：エレン・サンドワイス 『死霊のはらわた』
- 1984年度（第12回）：ポリー・ホリデイ 『グレムリン』
- 1985年度（第13回）：アン・ラムジー 『グーニーズ』
- 1986年度（第14回）：ジェニット・ゴールドスタイン 『エイリアン2』
- 1987年度（第15回）：アン・ラムジー 『鬼ママを殺せ』
- 1988年度（第16回）：シルヴィア・シドニー 『ビートルジュース』
- 1989・90年度（第17回）：ウーピー・ゴールドバーグ 『ゴースト/ニューヨークの幻』

#### 1990年代
- 1991年度（第18回）：マーセデス・ルール 『フィッシャー・キング』
- 1992年度（第19回）：イザベラ・ロッセリーニ 『永遠に美しく…』
- 1993年度（第20回）：アマンダ・プラマー 『ニードフル・シングス』
- 1994年度（第21回）：ミア・サラ 『タイムコップ』
- 1995年度（第22回）：ボニー・ハント 『ジュマンジ』
- 1996年度（第23回）：アリス・クリーグ 『スタートレック ファーストコンタクト』
- 1997年度（第24回）：グロリア・スチュアート 『タイタニック』
- 1998年度（第25回）：ジョーン・アレン 『カラー・オブ・ハート』
- 1999年度（第26回）：パトリシア・クラークソン 『グリーンマイル』

#### 2000年代
- 2000年度（第27回）：レベッカ・ローミン 『X-メン』
- 2001年度（第28回）：フィオヌラ・フラナガン 『アザーズ』
- 2002年度（第29回）：サマンサ・モートン 『マイノリティ・リポート』
- 2003年度（第30回）：エレン・デジェネレス 『ファインディング・ニモ』
- 2004年度（第31回）：ダリル・ハンナ 『キル・ビル Vol.2』
- 2005年度（第32回）：サマー・グロー 『セレニティー』
- 2006年度（第33回）：ファムケ・ヤンセン 『X-MEN:ファイナル ディシジョン』
- 2007年度（第34回）：マーシャ・ゲイ・ハーデン 『ミスト』
- 2008年度（第35回）：ティルダ・スウィントン 『ベンジャミン・バトン 数奇な人生』
- 2009年度（第36回）：シガニー・ウィーバー 『アバター』

#### 2010年代
- 2010年度（第37回）：ミラ・クニス 『ブラック・スワン』
- 2011年度（第38回）：エミリー・ブラント 『アジャストメント』
- 2012年度（第39回）：アン・ハサウェイ 『ダークナイト ライジング』
- 2013年度（第40回）：スカーレット・ヨハンソン 『her/世界でひとつの彼女』
- 2014年度（第41回）：レネ・ルッソ 『ナイトクローラー』
- 2015年度（第42回）：ジェシカ・チャステイン 『クリムゾン・ピーク』

### テレビ

#### 1990年代
- 1999年度（第26回）：ジャスティナ・ヴェイル 『7デイズ/時空大作戦』

#### 2000年代
- 2000年度（第27回）：ジェリー・ライアン 『スタートレック:ヴォイジャー』
- 2001年度（第28回）：ジョリーン・ブラロック 『スタートレック:エンタープライズ』
- 2002年度（第29回）：アリソン・ハニガン 『バフィー 〜恋する十字架〜』
- 2003年度（第30回）：エイミー・アッカー 『エンジェル』
- 2004年度（第31回）：アマンダ・タッピング 『スターゲイト SG-1』
- 2005年度（第32回）：ケイティー・サッコフ 『GALACTICA/ギャラクティカ』
- 2006年度（第33回）：ヘイデン・パネッティーア 『HEROES』
- 2007年度（第34回）：エリザベス・ミッチェル 『LOST』
- 2008年度（第35回）：ジェニファー・カーペンター 『デクスター 警察官は殺人鬼』
- 2009年度（第36回）：ジュリー・ベンツ 『デクスター 警察官は殺人鬼』

#### 2010年代
- 2010年度（第37回）：ルーシー・ローレス 『スパルタカス』
- 2011年度（第38回）：ミシェル・フォーブス 『THE KILLING〜闇に眠る美少女』
- 2012年度（第39回）：ローリー・ホールデン 『ウォーキング・デッド』
- 2013年度（第40回）：メリッサ・マクブライド 『ウォーキング・デッド』
- 2014年度（第41回）：メリッサ・マクブライド 『ウォーキング・デッド』
- 2015年度（第42回）：ダナイ・グリラ 『ウォーキング・デッド』